# Julian McMahon
Julian Dana William McMahon (Sydney, Új-Dél-Wales, 1968. július 27. – Clearwater, Florida, 2025. július 2.) ausztrál színész és modell.

## Fiatalkora és családja
Julian McMahon Sydneyben, Ausztráliában született, egy háromgyermekes család középső gyerekeként. Két lánytestvére van, Melinda és Deborah. Apja, Sir William McMahon 1971 és 1972 között Ausztrália miniszterelnöke volt.
A Sydney Grammar School-ban tanult, majd jogot hallgatott a Sydney-i Egyetemen és tanult a Wollongong Egyetemen is, de nem fejezte be tanulmányait, hanem modellnek állt.
Háromszor volt házas. Első felesége Dannie Minogue volt. Lánya Madison Elizabeth McMahon hivatásos röplabdázó, aki 2000-ben született a  Brooke Burns színésznővel történt házasságából .A harmadik felesége Kelly Paniagua ausztrál színésznő volt egészen a haláláig, akivel 2003 óta volt együtt és 2014. június 30-án házasodtak össze.
Annak ellenére, hogy hosszú évek óta az Egyesült Államokban élt, a Femina ausztrál portálnak adott interjúban elmondta, hogy  "Azt hiszem, a lelkem ausztrál. Nem hiszem, hogy ezt valaha is el lehet venni. Úgy érzem, hogy belülről ausztrál vagyok, kívülről pedig amerikai, vagy valami ilyesmi."

## Színészi pályafutása
Pályafutása modellként indult, reklámfilmekben szerepelt, majd egy farmerreklámban tűnt fel, és ekkor fedezték fel.
Színészi pályája 1990-ben kezdődött, amikor szerepet kapott a Hatalom és szenvedély című szappanoperában. Ezután tűnt fel a hasonló műfajú Otthonunk című sorozatban is.
Miután leforgatták a főszereplésével készült Wet and Wild Summer! című, 1992-es ausztrál–amerikai vígjátékot, Hollywoodba utazott, hogy amerikai produkciókban is részt vehessen. Szerencsével járt és már 1992-ben feltűnt a NBC csatorna Another World című drámasorozatában, mint Ian Rain. Két év múlva lépett ki a sorozatból, majd több színdarabban is játszott Los Angelesben. Dr. Michael Walsht alakította a Magenta (1997) című filmben, és mellékszerepet kapott az Alvás!ZAVAR (2000) című lélektani thrillerben. 
Az 1996 és 2000 között futó Pszichozsaru című sorozatban főszerepben volt látható. Szerepelt a Bűbájos boszorkák sorozatban, két évadon át megformálva Cole Turnert. 2003-ban az újonnan induló Kés/Alatt című Ryan Murphy-szériában kapta meg a szexmániás plasztikai sebész Dr. Christian Troy főszerepét. A sorozat nagy sikereket ért el, és még ugyanebben az évben McMahon Golden Globe-díjra jelölték a szerepért. A Fantasztikus Négyes (2005) és a A Fantasztikus Négyes és az Ezüst Utazó (2007) című szuperhősfilmekben a gonosz Victor von Doomot, azaz Fátum Doktort keltette életre. 2007-ben Sandra Bullock férjét alakította a Megérzés című filmben. 2010-ben a RED című akciófilmben vállalt szereplést Bruce Willis és Morgan Freeman oldalán. A következő évben Milla Jovovich partnere volt az Arcmás című bűnügyi horrorfilmben.
A 2010-es évektől fontosabb televíziós szerepei voltak a Runaways (2017–2018), az FBI (2019–2020), valamint az FBI: Most Wanted című sorozatban Jess LaCroix csapatvezetőt alakította három évadon keresztül, egészen 2022-ig.

## Halála
A Floridai Clearwater településen hunyt el rák következtében. 

## Filmográfia

### Film
| Év   | Magyar cím                              | Eredeti cím                               | Szerep                         | Magyar hang          |
| ---- | --------------------------------------- | ----------------------------------------- | ------------------------------ | -------------------- |
| 1992 |                                         | Wet and Wild Summer!                      | Mick Dooley                    |                      |
| 1997 |                                         | Magenta                                   | Michael Walsh                  |                      |
| 1998 | Egy nyugodt éj                          | In Quiet Night                            | Hayes                          |                      |
| 2000 | Alvás!ZAVAR                             | Chasing Sleep                             | George                         |                      |
| 2004 |                                         | Meet Market                               | Hutch                          |                      |
| 2005 | Fantasztikus Négyes                     | Fantastic Four                            | Victor Von Doom / Fátum Doktor | Rátóti Zoltán        |
| 2007 | Megérzés                                | Premonition                               | Jim Hanson                     | Dolmány Attila       |
| 2007 |                                         | Prisoner                                  | Derek Plato                    |                      |
| 2007 | A Fantasztikus Négyes és az Ezüst Utazó | Fantastic Four: Rise of the Silver Surfer | Victor Von Doom / Fátum Doktor | Sztarenki Pál        |
| 2010 | RED                                     | Red                                       | Robert Stanton                 | Dolmány Attila       |
| 2011 | Arcmás                                  | Faces in the Crowd                        | Sam Kerrest                    | Dolmány Attila       |
| 2012 | Csalétek                                | Bait                                      | Doyle                          | Kárpáti Levente      |
| 2012 | Tüzes bosszú                            | Fire with Fire                            | Robert                         | Dolmány Attila       |
| 2013 | Paranoia                                | Paranoia                                  | Miles Meechum                  | Sarádi Zsolt         |
| 2014 | Te nem vagy te                          | You're Not You                            | Liam                           | Szabó Sipos Barnabás |
| 2018 | ’75 nyara                               | Swinging Safari                           | Rick Jones                     | Jakab Csaba          |
| 2018 |                                         | Monster Party                             | Patrick Dawson                 |                      |
| 2024 | A szörfös                               | The Surfer                                | Scally                         |                      |
| 2024 | Szikomorfán születtem                   | The Supremes at Earl's All-You-Can-Eat    | Ray                            |                      |

### Televízió
| Év        | Magyar cím                         | Eredeti cím                             | Szerep                        | Megjegyzések                                                    |
| --------- | ---------------------------------- | --------------------------------------- | ----------------------------- | --------------------------------------------------------------- |
| 1989      | Hatalom és szenvedély              | The Power, The Passion                  | Kane Edmons                   | 1 epizód                                                        |
| 1990–1991 | Otthonunk                          | Home and Away                           | Ben Lucini                    | főszereplő (145 epizód)                                         |
| 1992      |                                    | G.P.                                    | Constable Colin Carmody       | 1 epizód                                                        |
| 1993–1994 |                                    | Another World                           | Ian Rain                      | főszereplő (22 epizód)                                          |
| 1996–2000 | Pszichozsaru                       | Profiler                                | John Grant nyomozó            | főszereplő (82 epizód)                                          |
| 1998      | Will és Grace                      | Will & Grace                            | srác                          | 1 epizód                                                        |
| 2000–2005 | Bűbájos boszorkák                  | Charmed                                 | Cole Turner                   | - 47 epizód - főszereplő (3–5. évad) - vendégszereplő (7. évad) |
| 2001      | Eljön a tegnap                     | Another Day                             | David                         | tévéfilm                                                        |
| 2003–2010 | Kés/Alatt                          | Nip/Tuck                                | Christian Troy                | főszereplő (100 epizód)                                         |
| 2008      | Robotcsirke                        | Robot Chicken                           | Dr. Doom / hírolvasó (hangja) | 1 epizód                                                        |
| 2012      |                                    | Rogue                                   | Kevin Lear                    | tévéfilm                                                        |
| 2013      | A kör bezárul                      | Full Circle                             | Stanley Murphy                | 3 epizód                                                        |
| 2015      |                                    | Childhood's End                         | Rupert Boyce                  | minisorozat (1 epizód)                                          |
| 2016      |                                    | Hunters                                 | McCarthy                      | 6 epizód                                                        |
| 2016      |                                    | Dirk Gently's Holistic Detective Agency | Zackariah Webb                | 3 epizód                                                        |
| 2017–2018 | Runaways                           | Runaways                                | Jonah / Magistrate            | visszatérő- és főszereplő (19 epizód)                           |
| 2019–2021 | FBI – New York különleges ügynökei | FBI                                     | Jess LaCroix                  | 3 epizód                                                        |
| 2020–2022 | FBI: Most Wanted                   | FBI: Most Wanted                        | Jess LaCroix                  | főszereplő                                                      |
| 2021      | FBI: International                 | FBI: International                      | Jess LaCroix                  | 2 epizód                                                        |
| 2025      | A rezidencia                       | The Residence                           | Stephen Roos                  | 8 epizód magyar hangja Dolmány Attila                           |

## Díjak és jelölések
| Év   | Díj                | Kategória                                       | Jelölt mű                               | Eredmény |
| ---- | ------------------ | ----------------------------------------------- | --------------------------------------- | -------- |
| 2003 | Satellite Award    | legjobb férfi főszereplő (drámasorozat)         | Kés/Alatt                               | Jelölve  |
| 2004 | Golden Globe-díj   | legjobb férfi főszereplő (drámasorozat)         | Kés/Alatt                               | Jelölve  |
| 2005 | Szaturnusz-díj     | legjobb televíziós színész                      | Kés/Alatt                               | Jelölve  |
| 2006 | Szaturnusz-díj     | legjobb televíziós színész                      | Kés/Alatt                               | Jelölve  |
| 2007 | Teen Choice Awards | kedvenc gonosztevő                              | A Fantasztikus Négyes és az Ezüst Utazó | Jelölve  |
| 2007 | Teen Choice Awards | kedvenc filmes harc (Chris Evansszel megosztva) | A Fantasztikus Négyes és az Ezüst Utazó | Jelölve  |

## Fordítás
- Ez a szócikk részben vagy egészben  a   Julian McMahon című angol Wikipédia-szócikk fordításán alapul.  Az eredeti cikk szerkesztőit annak laptörténete sorolja fel. Ez a jelzés csupán a megfogalmazás eredetét és a szerzői jogokat jelzi, nem szolgál a cikkben szereplő információk forrásmegjelöléseként.